# 신비한 별의 쌍둥이 공주 꼬옥!
《신비한 별의 쌍둥이 공주 꼬옥!》(일본어: ふしぎ星の☆ふたご姫 Gyu! 후시기보시노 후타고히메 규![*])은 TV도쿄가 제작한 애니메이션으로 《신비한 별의 쌍둥이 공주》 뒷편이다.

## 줄거리
파인과 레인은 명문 사립학교인 로얄 원더 학원에 입학한다. 그곳에는 두 사람이 잘 아는 리오네, 브라이트, 아르테사, 쉐이드, 미를로, 소피 등도 와 있어 너무나 반갑다. 그러나 지독하리만큼 까다로운 교칙. 조금만 잘못해도 감점당하는 포인트제이고 최악의 경우 퇴학당하기 때문이다.

## 주요 등장인물
- 파인 : 정유미

신비한별 햇님나라의 공주. 퓨퓨를 아기천사로 데리고 있으며 레인과 로얄 원더 학원에서 퇴학당하는 일을 벌인다.
쉐이드를 좋아한다.
- 레인 : 이지영

신비한별 햇님나라의 공주. 큐큐를 아기천사로 데리고 있으며 파인과 로얄 원더 학원에서 퇴학당하는 일을 벌인다.
브라이트를 좋아한다.
- 브라이트 : 신용우

보석나라의 왕자. 미모도 검술도 뛰어나 온나라 여성들의 우상. 레인을 좋아한다.
- 쉐이드 : 김나연

달나라의 왕자. 전작부터 몸이 약하신 어머니(문마리아 여왕)가 신경이 쓰여 도움이 되고자 약초에 대해 연구하고 의사를 꿈꾼다. 파인을 좋아한다.
- 리오네 : 이소은

불꽃 나라의 공주이며 댄스를 잘춘다. 부끄러움을 잘 타는 편이지만 의외로 운동을 잘하며, 매일 체력 단련을 하고 있다.
- 아르테사 : 이용신

보석나라의 공주. 오라버니를 잘 따른다.
- 미를로 : 김보영

물방울 나라의 공주. 그림을 잘그리며 수줍은 성격 탓인지 친구를 잘 사귀지 못한다. 클럽활동은 당연히 회화부에 속함.
- 소피 : 안영미

풍차나라의 공주.갓 태어난 여동생에게 노래를 잘 불러주며 긴귀가 있다.
아르테사한테 관심이 많으며 발렌타인데이 때 같은 여자인 아르테사에게 초콜렛을 주는 등,아르테사를 곤란하게 만들 때가 있다.
- 티오 : 김현지

쉐이드를 사부로 모시며 가끔 엉뚱한 행동을 한다.
- 아우라 : 최승훈

풍차나라의 왕자. 소피의 오라버니. 아르테사를 좋아한다.
- 솔로 : 김현심

신비한 별의 씨앗 나라 왕자님으로 11명이나 되는 공주들의 막내 남동생이다. 한번은 펜싱대회에서 우승했더니 수많은 팬들을 얻었다.
- 엘리자베타 : 전혜수

럭셔리 별의 공주. 2명의 시녀가 동반한다.
※시녀들의 이름은 [샤샤], [카라]이다.
- 시폰 : 여민정

로얄 원더 학원의 학생회장이며 6살에 수학천재이다. 호기심이 많은 성격 탓에 항상 "신기해" 라고 외치며 파인과 레인에게 흥미를 가지고 있다.
- 노체 : 정혜옥

오케스트라 별의 왕자. 바이올린을 잘 켜며 소심하다.
파인에게 관심이 있다.
- 레몬 : 한채언

개그 별의 공주. 개그를 잘한다. 다른 사람을 웃기는 것을 매우 좋아하여, 매우 낙천적인 성격이다.
오빠인 메론이있다.
- 마치 : 김선혜

선도 별의 공주로 포인트 담당. 성격이 까다롭다.
- 탬버린 : 김선혜

씨앗 나라 출신으로 파인과 레인의 담임 선생님이다. 활달하고 씩씩한 성격이다.
- 허브 : 정혜옥

출신지는 불명. 솔로를 좋아한다.
- 메르바 : 한채언

참견 별의 공주. 리오네와는 어릴 적 친한 친구 사이이며, 친절하고 상냥하다. 그러나 평소에 어두운 성격 때문에 주위로부터 오해를 사게 되어 단독으로 행동한다. 그러다가 나중에는 프란과 친한 친구가 된다.
- 로즈마리 : 김선혜

호러 별의 공주님. 오컬트적인 것을 좋아한다.
- 칼로리 : 김현지

운동을 매우 좋아하는 소녀. 터프한 성격으로 씩씩하지만, 여자다운 면모를 보일 때도 있다. 타우리를 좋아하고 있는 듯하다.
- 힐즈 : 최승훈

36화에 등장하는 고져스 별의 왕자. 초호화 우주선을 타고 로얄 원더 학원을 찾아와 프린세스 파티를 개최하며 브라이트 못지않은, 공주들의 마음을 끄는 뭔가가 있다. 레인을 특히 마음에 들어한다. 이때 우주 각별의 공주들이 드레스 입은 모습을 유일하게 볼 수 있다.
- 노체의 부왕(父王) : 박성태

물론 오케스트라 별의 국왕. 42화에서 왕자 노체가 음악 수행을 잘 하는지 알아보러 로얄 원더 학원을 방문한다. 파인을 마음에 들어한다.

## 주제가
- 오프닝 : "너의 내일"

노래 : 김령희　작곡 : 혼다 요이치로　개사 : 장동준
- 첫 번째 엔딩 : "학원천국"

노래 : 파인,레인　작곡 : 이노우에 다이스케　작사 : 장동준
- 두 번째 엔딩 : "츄루츄츄락"

노래 : 이소은, 안영미, 김현지, 김보영, 김현심 작사 : 장동준

## 같이 보기
- 신비한 별의 쌍둥이 공주